# John Hare
Sir John Hare, pseudonimo di John Joseph Fairs (Giggleswick, 16 maggio 1844 – Londra, 28 dicembre 1921), è stato un attore e direttore teatrale inglese.

## Biografia
Frequentò le scuole della sua città natale, mosse i suoi primi passi sul palcoscenico a Liverpool all'età di vent'anni, e nel 1865 si trasferì a Londra riscuotendo i primi consensi al Prince of Wales's Theatre nella recitazione dell'opera di Thomas William Robertson, intitolata Società, e successivamente  nel ruolo di Sam Gerridge in Castle.
Proseguì la sua carriera effettuando lunghe tournée in Inghilterra assieme alla  compagnia teatrale Bancrofts. In questa compagnia si affermò anche grazie al sodalizio con l'attrice Marie Wilton.
Si mise in evidenza grazie alle sue aderenze alla lezione teatrale impartita da Henrik Ibsen, che diede il via ad una corrente drammaturgica in Gran Bretagna.
Nel 1875, oltre alla recitazione incominciò a svolgere brillantemente l'attività di impresario, guidando dapprima il Royal Court Theatre, poi dal 1879 al 1888 il St James's Theatre assieme a  W. H. Kendal e sua moglie Madge Robertson, trasformato in un tempio del dramma grazie anche ad una radicale ristrutturazione,
e infine, dal 1889 per sei anni, il Garrick Theatre di Londra, tramite il quale ebbe il merito di diffondere i lavori di Pinero, quali The Profligate, The Notorious Mrs Ebbsmith, The Money Spinner (1881), The Squire (1881), The Iron Master (1884), Mayfair (1885) e The Hobby Horse (1886). In questo teatro portò al successo il suo più famoso personaggio, quello di Benjamin Goldfinch nella commedia A Pair of Spectacles (1890).

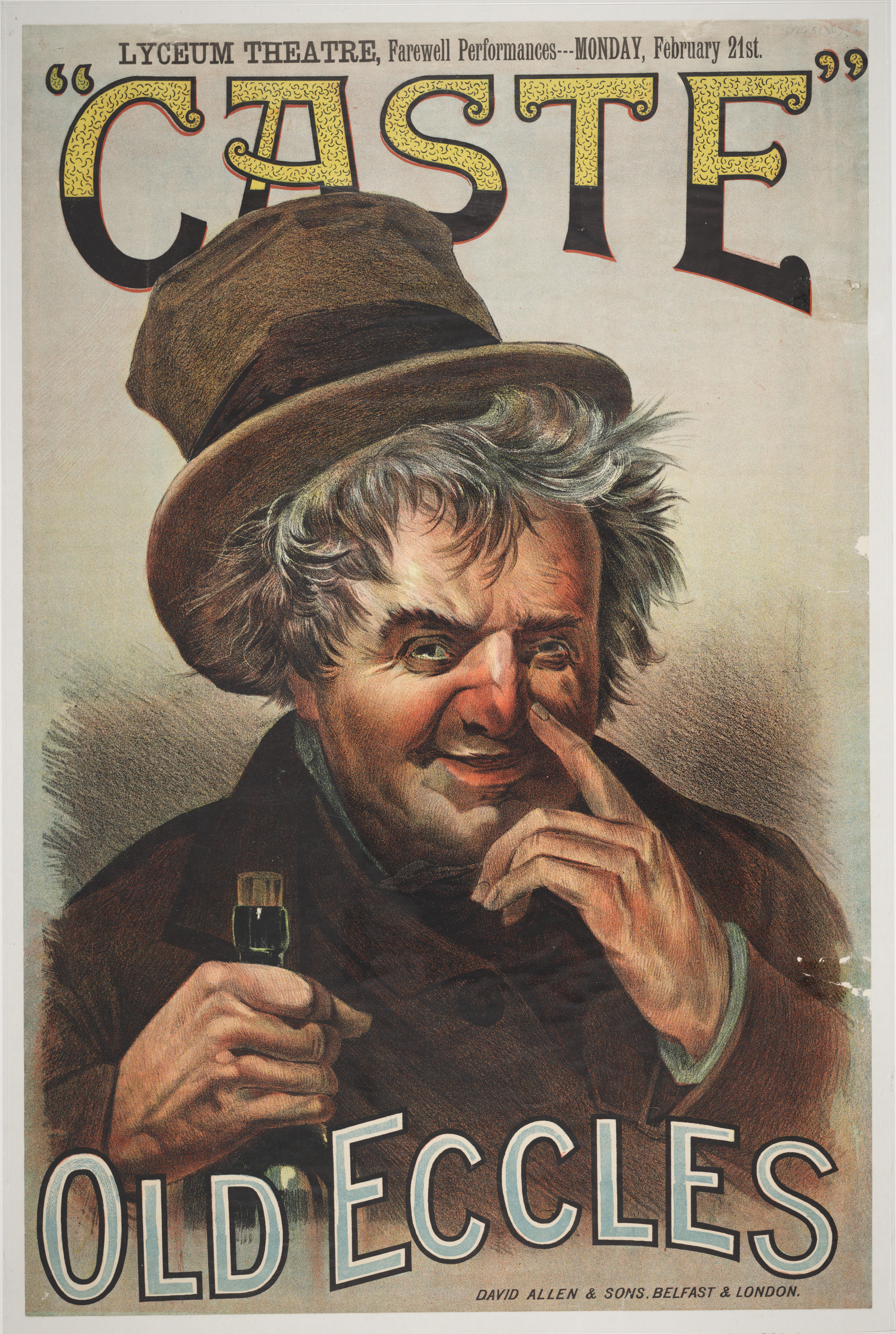
Poster sulla recita di John Hare come Eccles nell'opera Caste, 1887.

Nel biennio 1900-1901 effettuò la sua ultima tournée in Inghilterra e negli Stati Uniti d'America.
Nel dicembre 1906 fu il presidente dell'Irving Memorial Committee che fu incaricato di installare una statua di bronzo dedicata ad Henry Irwing, deceduto l'anno prima.
Nel 1907 ricevette il titolo onorifico di cavaliere per i suoi meriti artistici.
Si ritirò dal palcoscenico nel 1912, però quattro anni dopo recitò nei film The Vicar of Wakefield e in A Pair of Spectacles, seguiti dai movies Castle (1917) e Masks and Faces (1918).